# توماس جي. بي. روبنسون
توماس جي. بي. روبنسون هو مصرفي وسياسي أمريكي، ولد في 12 أغسطس 1868 في نيو ديغينغز في الولايات المتحدة، وتوفي في 27 يناير 1958 في هامبتون في الولايات المتحدة. نشط حزبياً في الحزب الجمهوري. وقد انتخب عضو مجلس ولاية آيوا ‏ وانتخب عضو مجلس النواب الأمريكي.